# Rhodiola kirilowii
Rhodiola kirilowii là một loài thực vật có hoa trong họ Crassulaceae. Loài này được (Regel) Maxim. miêu tả khoa học đầu tiên năm 1859.